# Krivus Island
Krivus Island (englisch; bulgarisch остров Кривус ostrow Kriwus) ist eine größtenteils vereiste und in ost-westlicher Ausrichtung 1,06 km lange und 920 m breite Insel der Pitt-Inseln im Archipel der Biscoe-Inseln vor der Westküste der Antarktischen Halbinsel. Sie liegt 1,15 km südsüdwestlich von Vaugondy Island, 1,23 km westlich von Jingle Island, 0,91 km nördlich von Weller Island und 2,05 km östlich von Snodgrass Island im östlichen Abschnitt des Johannessen Harbour.
Britische Wissenschaftler kartierten sie 1971. Die bulgarische Kommission für Antarktische Geographische Namen benannte sie 2013 nach der mittelalterlichen Festung Kriwus im Süden Bulgariens.